# ادموند استنلی
ادموند استنلی (به انگلیسی: Edmond Stanley) اس ال (۱۸۴۳–۱۷۶۰) وکیل و سیاستمدار آنگلو–آیریش بود که که به عنوان افسر قانون مجلس ایرلند، قاضی نیمه وقت جزیره شاهزاده ولز، پنانگ کنونی، و پس از آن قاضی ارشد مدرس خدمت کرد. فرار دختر نوجوانش، مری آن، در سال ۱۸۱۵ باعث رسوایی قابل توجه ای شد. به علت بدهی‌های زیادش، کار و مقام وی با مشکل مواجه شد، در نتیجه مجبور گردید از شغل اداری ایرلند استعفا دهد.

## خاندان
در سال ۱۷۶۰ در دوبلین به دنیا آمد، استنلی در کلیسای سنت وربورگ، یک کلیسای محلی که در جوار قلعه دوبلین واقع شده‌است، و با حضور لرد نایب‌السلطنه ایرلند و درباریان غسل تعمید داده شد.